# Cultul personalității

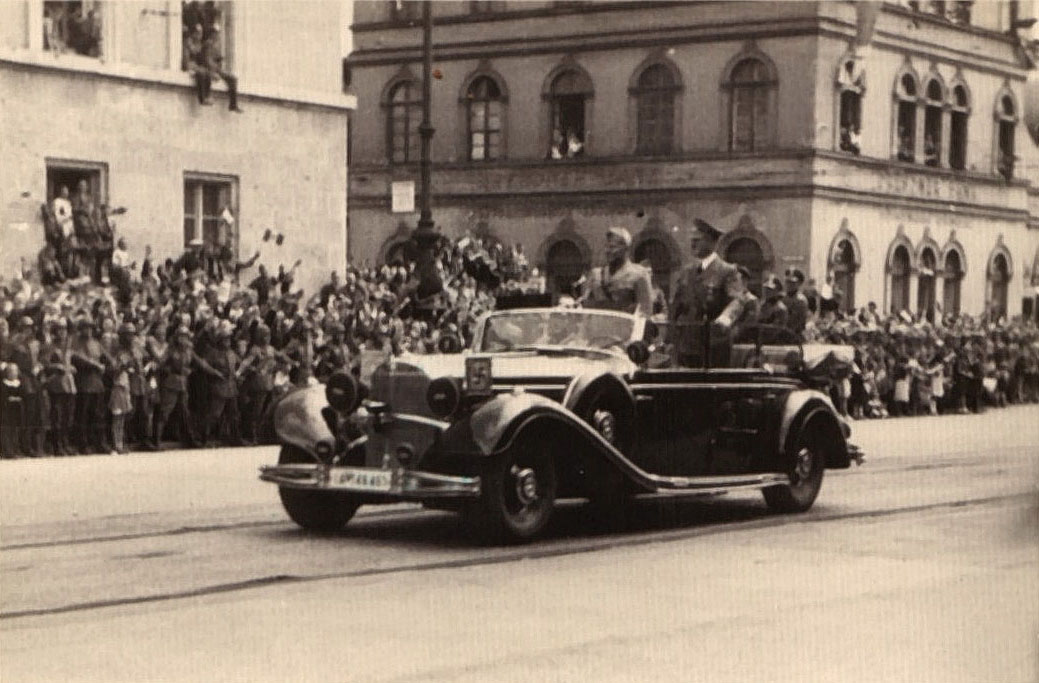
Adolf Hitler a construit un puternic cult al personalității, bazat pe principiul conducătorului.

Cultul personalității este un termen care definește venerarea excesivă a unui singur conducător aflat încă în viață. Termenul a fost inventat de conducătorul Uniunii Sovietice Nikita Hrușciov la scurtă vreme după moartea lui Stalin, dar fenomene asemănătoare existau cu mult timp înainte. Cultul personalității din timpul vieții lui Iulius Cezar a displăcut puternic patricienilor republicani; a deschis drumul pentru cultul familiei imperiale în Imperiul Roman.
Cultul personalității caracterizează de obicei statele totalitare sau statele care au avut parte recent de revoluții. Renumele unui singur lider, deseori caracterizat drept "liberator" sau "salvator" al poporului, ridică conducătorul la un nivel aproape divin. Portretul conducătorului apare peste tot, la fel ca și statuile sau monumentele dedicate măreției și înțelepciunii liderului. Lozincile și citatele din opera șefului acoperă pancarte uriașe, zidurile, iar cărțile cuprinzând discursurile și scrierile lui umplu librăriile și rafturile bibliotecilor. Nivelul lingușelii poate ajunge la cote care pot apărea absurde unuia din afară. De exemplu, pe timpul Revoluției Culturale, toate tipăriturile chinezești, înclusiv publicațiile științifice, conțineau citate din Mao Zedong, și toate aceste citate erau tipărite cu litere îngroșate roșii. Alt exemplu este cel al liderului naționalist chinez, Chiang Kai-Shek. Când acesta a murit, taiwanezilor li s-a cerut să cânte cântecul memorial Chiang Kai-Shek, care-l lăuda pe Chiang ca fiind "salvatorul națiunii" și "cea mai mare personalitate din toată lumea".
Cultul personalității tinde să prezinte liderul și statul ca fiind contopiți, devenind imposibil să înțelegi viața unuia fără celălalt. De asemenea, ajută să justifice conducerea dură dictatorială, iar propaganda îi face pe cetățeni să creadă că acționează ca cei mai drepți conducători. În plus, cultul personalității mai urmărește deseori să zădărnicească orice fel de opoziție din interiorul elitei conducătoare. Atât Stalin cât și Mao Zedong au folosit cultul lor al personalității pentru a strivi oponenții politici din partid sau din afara lui.
Crearea unui așa de cuprinzător cult al personalității a dus deseori la critici aspre ale regimurilor lui Stalin sau, în special, al lui Mao Zedong. În perioada de glorie a regimurilor lor, ambii lideri apăreau ca niște conducători omniprezenți, destinați să conducă națiunile lor pe veci. Ordinele guvernamentale cereau să se pună portretele lor în fiecare casă, în fiecare clădire publică, iar mulți poeți și artiști erau instruiți să producă lucrări care să-l glorifice pe lider. Pentru a justifica acest nivel al venerării, atât Mao cât și Stalin au încercat să se prezinte ca persoane umile și modeste și caracterizau deseori cultul personalității care-i viza ca pe o manifestare spontană a dragostei popoarelor lor. În particular, Stalin a folosit această scuză pentru a justifica campania masivă  Partidului Comunist de redenumire a diverselor locuri în onoarea sa. (Vezi și Lista locurilor care au primit numele lui Stalin). 

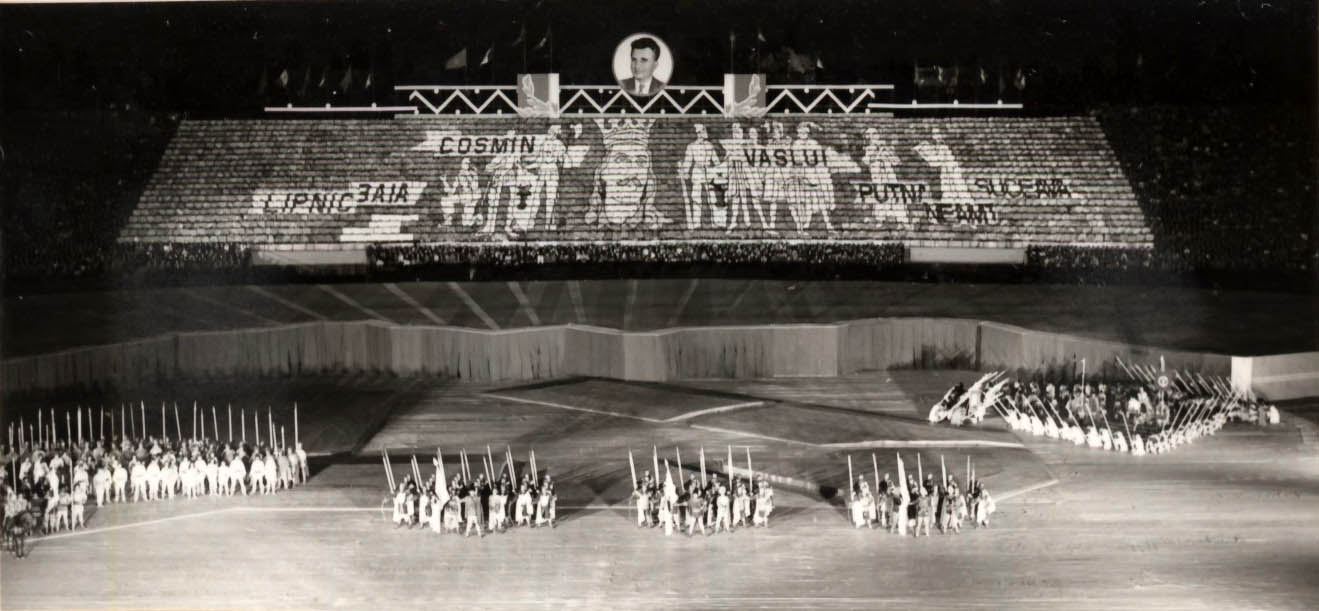

Cultul personalității poate să se prăbușească foarte repede după moartea liderului. Atât Stalin cât și Mao au fost exemple valabile pentru această afirmație. În unele cazuri, fostul lider subiect al cultului personalității ajunge să fie calomniat după moarte, deseori făcându-se eforturi mari pentru redenumirea de localități și demolarea statuilor.
Este de remarcat că termenul „cultul personalității” nu se referă în general la respectul față de decedați, (așa precum sunt fondatorii națiunilor – de exemplu; faptul că Lenin a fost glorificat în Uniunea Sovietică nu constituie un cult al personalității, deoarece acțiunile s-au petrecut după moartea sa), și nici nu se referă la lideri onorifici, care nu au o putere reală. Un astfel de caz este cel care legat de monarhi, așa cum este regele Tailandei, al cărui portret este expus cu respect în numeroase locuri publice, dar convențiile sau legile împiedică transformarea acestei forme de respect în putere politică reală. 
Alte cazuri notabile ale cultului personalității mai sunt: Adolf Hitler – Germania Nazistă, Kemal Atatürk – Turcia, Ho Chi Minh – Vietnam, Tito – Iugoslavia, Nicolae Ceaușescu – România, Enver Hoxha – Albania, Dalai Lama în Tibet, încercarea lui Siad Barre în Somalia și Saddam Hussein – Irak. Imperiul Roman și lumea Greciei Antice au avut multe caracteristici echivalente cultului personalității. În Egiptul antic cult al personalității poate fi considerată practica de ridicare a faraonului la rangul de rege zeu.

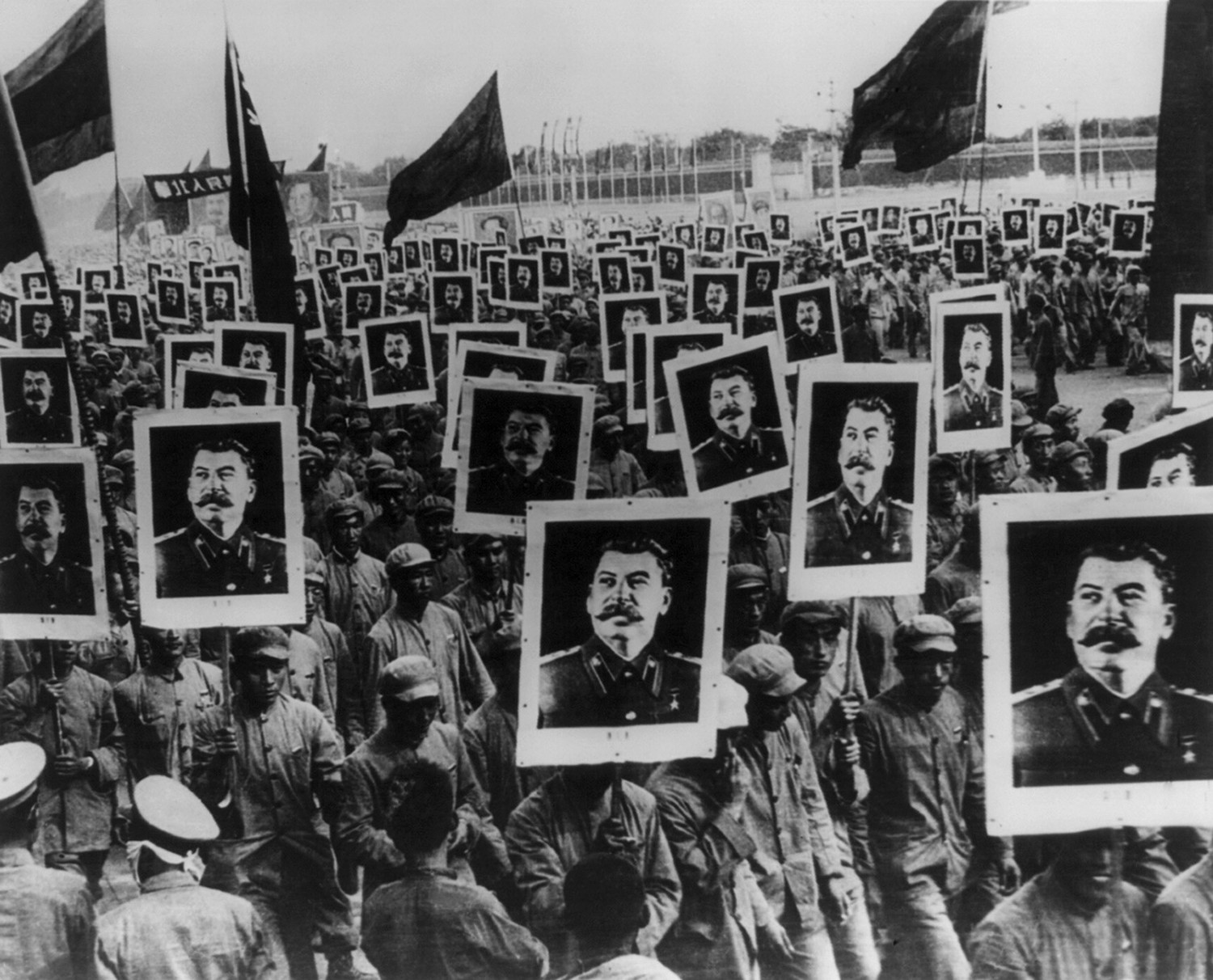
Sărbătoare în cinstea zilei de naștere a lui Stalin în China.

Cultul personalității nu apare în mod universal printre toate societățile totalitare sau autoritariste. Câteva dintre cele mai opresive regimuri au arătat puțină venerație față de lider sau chiar deloc. Guvernul Khmerilor Roșii și guvernul teocratic taliban din Afganistan au evitat cultul personalității, șefii acestor regimuri rămânând aproape necunoscuți. În aceste cazuri, lipsa de manifestări ale cultului personalității pare fii parțial motivată de dorința de a proteja o imagine a statului fără chip, dar omniprezent și omnipotent. În alte cazuri, ca în cazul Chinei post-Mao, autoritățile nu agreează cultul personalității de frică să nu strice echilibrul politic de la vârful ierarhiei de partid. În ziua de azi unele țări care suportă cultul personalității sunt Coreea de Nord a lui Kim Jong-il (care l-a urmat pe tatăl său, decedatul Kim Il Sung) și, până în 2006, Turkmenistanul lui Saparmurat Niyazov.
Cazul cultului personalității personajului fictiv Big Brother este făcut celebru în romanul O mie nouă sute optzeci și patru de George Orwell. Personajul este bazat probabil pe viața contelui britanic Kitchener, dar mult mai probabil pe aceea a lui Stalin.